# Biserica de lemn din Bocșa
Biserica de lemn din Bocșa a fost o biserică din Bocșa, Sălaj, aparținând cultului greco-catolic. În curtea bisericii au fost înmormântați Simion Bărnuțiu și Alimpiu Barbulovici. 

## Istoric
Biserica a fost construită în 1750. Simion Bărnuțiu a fost înmormântat în curtea bisericii, pe 3 iunie 1864, de un sobor de 30 preoți, avandu-l ca celebrant principal pe vicarul Silvaniei Demetriu Coroianu. Aceasta era biserica în care "au slujit în calitate de preoți sau cantori din tată în fiu, Bărnuteștii", scria istoricul și jurnalistul Grațian C. Mărcuș în 1937. „E satul lor, e biserica lor. Generații după generații au slujit altarul credinței noastre, iar în umbra bisericei au propovaduit înălțarea conștiinței noastre de neam.” În ianuarie 1914 vicarului Silvaniei Alimpiu Barbulovici se retrage la fiul său Simion Barboloviciu, care era preot în Bocșa, unde se stinge din viață și este înmormântat în curtea bisericii în decembrie 1914. 
Demersurile pentru ridicarea noii biserici au aparținut preotului local Simion Barboloviciu încă din primii ani după unirea Transilvaniei cu România. Astfel, la data de 29 iulie 1923 a avut loc adunarea credincioșilor din Bocșa, a carei scop a fost continuarea colectei „pentru a putea edifica cât de curând sfânta biserică nouă”, deoarece, potrivit procesului verbal al adunării, biserica veche „începe a slăbi”.
În 1937 Leontin Ghergariu din Zalău și Coriolan Petranu de la Universitatea din Cluj au cercetat, din punct de vedere științific, biserica de lemn din Bocșa ce urma să fie dărâmată, începând cu 31 mai 1937. Biserica era deja închisă de o jumătate de an, deoarece era derăpănată, acoperișul a cedat, iar turnul stătea să cadă și el. Piatra fundamentală a noii biserici a fost sfințită de Valeriu Traian Frențiu pe 8 septembrie 1937, când deja noul edificiu avea zidurile ridicate de 2 metri.